# GECI International
GECI International est une société française d'ingénierie et de conseil spécialisée en transformation digitale et technologies. Le nom de la société est l'acronyme de « Groupe d'études et conseils en ingénierie ». Créée en 1980, elle est cotée en bourse depuis 2001. Elle réalise de nos jours environ 75% de son chiffre d'affaires en France et 25% au Brésil.

## Histoire

### Origines et introduction en bourse
La société est créée par Serge Bitboul en 1980 sous la forme d'une SARL au capital de 20 000 francs, avant de devenir une société anonyme à conseil d'administration en 1983. Elle est initialement spécialisée dans le conseil et l'expertise technique pour l'aérospatiale, la propulsion et l'industrie des transports. Au cours de ses deux premières décennies d'existence, GECI conseille notamment des sociétés qui participent au programme d'Airbus et propose ses services auprès de diverses sociétés issues de l'industrie high-tech. La société fait notamment partie des pionnières dans la simulation de crash tests pour l'industrie automobile et assure les calculs de trajectoires pour les lanceurs Ariane. Au début des années 2000, la société est directement ou indirectement présente dans plus de 20 pays. En Corée du Sud, GECI participe notamment à la remise à niveau de l'avion d'entraînement militaire local KTX-1. En Indonésie, le groupe travaille sur le développement d’un avion bi-turbopropulseur de 50 places, le N250.
En 2000, 82% du chiffre d'affaires de GECI est réalisé avec l'industrie aéronautique, un de ses principaux clients étant l'avionneur Fairchild Dornier, pour qui GECI réalise notamment le fuselage des appareils FD728,. GECI est alors bénéficiaire avec un résultat net de 3 millions d'euros en 2000, pour un chiffre d'affaires de 37,5 millions d'euros. Cette conjoncture favorable permet au groupe de s'introduire en bourse le 9 mars 2001. La même année, la société est pénalisée par la faillite de Fairchild Dornier, qui laisse à GECI International un impayé de 8 millions d'euros et l'amène à réaliser un exercice déficitaire,.

### Le projet Skylander
En 2001, la société se lance dans la conception d'un avion bi-turbopropulseurs polyvalent (avion à hélices) dont l'industrialisation démarre en 2008 en Meurthe-et-Moselle : le Skylander SK-105,. Le projet n'aboutira pas.
Le Skylander SK-105 a pour objectif d'être un appareil de transport à bas coût à vocation civile ou militaire, d'une longueur de 15 mètres, pouvant transporter jusqu'à 19 passagers (ou environ 3 tonnes de fret) tout en ayant la capacité d'atterrir sur des pistes « courtes et sommaires »,. Le Skylander vise notamment à être utilisé pour des missions humanitaires ou de surveillance des frontières,. Le prix de vente envisagé pour l'appareil est de 6,5 millions d'euros. La société prévoit initialement l'aboutissement du projet pour la fin d'année 2012, puis reporte la date du premier vol en 2013 et la date de certification en 2014. GECI reçoit des commandes pour plusieurs centaines d'appareils au cours des années de développement du projet,. Un projet de commande de la part de Fedex pour 100 à 200 appareils Skylander est notamment envisagé, ainsi qu’une commande d’une centaine d'avions de la part de la société Air Lease Corporation (ALC).
En 2008, GECI International devient actionnaire majoritaire de Reims Aviation Industries, qui commercialise depuis 1983 le bi-turbopropulseur Reims-Cessna F406, vendu à 83 exemplaires et dont les caractéristiques sont relativement semblables à celles du Skylander,. En février 2010, GECI International possède environ 95 % de Reims Aviation Industries (70 salariés) et loge dans cette filiale sa société Sky Aircraft (130 salariés) chargée du projet Skylander : le regroupement de Reims Aviation Industries et de Sky Aircraft donne lieu à la création de GECI Aviation, chargé de l'ensemble des activités de GECI International en matière de développement, de construction et de commercialisation d'avions. GECI Aviation possède alors sa propre cotation boursière sur Alternext (qui deviendra Euronext Growth), issue du fait que la société Reims Aviation Industries était déjà cotée sur ce marché depuis 2007,.
En 2012, GECI International et GECI Aviation se retrouvent néanmoins à court de financements pour le développement du Skylander SK-105. La société a besoin de lever environ 100 millions d'euros en début d'année 2012 : un accord de principe est trouvé, incluant une participation du fonds stratégique d'investissement et de la région Lorraine pour le développement du projet, mais le fonds stratégique d'investissement demande des garanties supplémentaires pour verser les sommes convenues : face à une situation de blocage, la société est à court de trésorerie à partir du mois de septembre 2012,. Le projet doit dès lors être abandonné.
Sky Aircraft, chargé du projet Skylander, est placée en redressement judiciaire le 4 octobre 2012, convertie en liquidation judiciaire le 16 avril 2013. Reims Aviation Industries est quant à elle placée en redressement judiciaire en septembre 2013 : le cœur de l'activité de la société est transféré à ASI Innovation, qui reprend 31 salariés sur 61, puis Reims Aviation Industries est liquidée le 23 mars 2014. En avril 2014, GECI International vend par ailleurs à Alten sa branche d'ingénierie, qui regroupe 650 salariés en France, en Allemagne, en Espagne et Roumanie,. GECI International, qui employait auparavant près de 900 personnes à travers le monde, devient temporairement une coquille vide, ne totalisant plus que 12 employés en mars 2015,.
À noter que le projet de construction du Skylander est repris en 2018 par la société chinoise Tianjiao General Aviation, qui rachète alors à GECI International la maquette numérique de l'appareil pour la somme de 1,9 million d'euros.

### Redéploiement stratégique
Après l'abandon du projet Skylander, GECI engage un redéploiement stratégique pour prendre un nouveau départ en relançant une activité de conseil en innovation. Le groupe se concentre alors sur l'accompagnement de clients dans les domaines des télécoms, de la finance, du calcul haute performance (« High Performance Computing ») et des transports,. Son activité s'étend également par la suite au domaine des smart cities.
Pour ce faire, GECI rachète le groupe Eolen avec prise d'effet au 1er août 2015. Eolen compte alors 350 salariés et accompagne notamment de grandes entreprises dans la mise en œuvre de projets à forte teneur technologique (études préliminaires, conception, développement, maintenance et maîtrise d'œuvre). À travers le groupe Eolen, GECI International se développe tout particulièrement dans les domaines du e-learning, de l'informatique financière, des télécoms et du calcul haute performance qui recouvre lui-même des domaines variés, dont l'intelligence artificielle ou le big data.
Le 21 juin 2016, GECI rachète également Etud Intégral, société spécialisée dans le design, l'ingénierie et le prototypage auprès des acteurs de l'automobile et des transports,. La société compte 53 salariés au moment de son acquisition et permet à GECI de se renforcer à la fois dans le domaine des transports et de la transformation numérique. Etud Intégral est toutefois placée en liquidation judiciaire en décembre 2020, notamment à la suite des difficultés liées à la crise sanitaire de l'année 2020. Lors de sa liquidation, Etud Intégral comptait 57 salariés pour un effectif total de 417 personnes au sein du groupe GECI International.

## Organisation
En 2023, GECI International dispose d'implantations en France, au Royaume-Uni, au Brésil et en Israël. Son siège social est situé au 37-39 rue Boissière à Paris. Au cours de son exercice 2022-2023, le groupe a réalisé environ 75% de son chiffre d'affaires en France et 25% au Brésil. Par le passé, la société a également exercé des activités dans d'autres pays, notamment en Afrique du Sud et en Inde.
Les activités de GECI International se divisent de nos jours en plusieurs filiales directes ou indirectes disposant chacune de leur spécialité :
- Groupe Eolen, intégré au sein de GECI International depuis 2015, est présent en France et au Brésil. Il se divise lui-même en plusieurs filiales : Amundis (ingénierie et conseil en télécommunications, transformation digitale)[39], Alliance Service Plus (société spécialisée dans le secteur des télécoms, possédant au Brésil la filiale « AS+ Do Brasil »[40]) et Eolen Finance (ingénierie et conseil en systèmes informatiques auprès du secteur bancaire et financier)[41]. Au Brésil, AS+ Do Brasil emploie environ 345 personnes[36] et a notamment noué des partenariats avec Huawei, ZTE et Ericsson pour l'installation et la mise en service d'infrastructures de réseaux sans fil 4G et 5G[40].

- GECI Advanced Technologies, créée en 2017 et intégrée au sein du groupe depuis le 1er janvier 2018[36], est la filiale israélienne du groupe[42]. Cette société a notamment pour objet d'offrir des solutions innovantes dans les domaines de la cybersécurité, de l'internet des objets et des produits intelligents liés à la smart city en France et à l'international[36], notamment via le développement de partenariats avec d'autres acteurs de cet écosystème[43],[44].

- GECI Limited est la filiale britannique de GECI International. Elle réalise notamment des prestations d'ingénierie dans le domaine des transports[36].

## Données financières

### Parcours boursier
Le groupe réalise son entrée en bourse sur le second marché le 9 mars 2001. Sa valorisation boursière est alors d'environ 125 millions d'euros. Seul 10% du capital de la société est alors flottant, la grande majorité du capital restant détenue par les dirigeants de la société. La société intègre l'indice SBF 250 le 26 novembre 2001 et fait alors partie des 250 plus grandes sociétés cotées françaises.
Dans le cadre du financement du projet Skylander, le groupe fait appel au marché à plusieurs reprises en réalisant des augmentations de capital de 20 millions d'euros en juillet 2007, de 7,5 millions d'euros le 29 décembre 2009, de 19,3 millions d'euros en juin-juillet 2010, ou encore de 8,3 millions d'euros en avril 2011.
Les difficultés liées au financement de la production du Skylander amènent la société à demander une suspension de cotation de GECI International et de GECI Aviation le 7 juin 2012. Après la disparition de GECI Aviation en 2014, la cotation de GECI International est rétablie le 29 février 2016. L'opération s'accompagne d'une nouvelle augmentation de capital pour renforcer les fonds propres de la société.
La cotation du groupe est transférée sur Euronext Growth le 21 mars 2021 dans une logique de simplification, ce marché étant associé à de moindres contraintes qu'une cotation sur le marché réglementé d'Euronext.
Entre 2021 et 2023, le groupe se finance à plusieurs reprises via des émissions d'obligations convertibles (ORNAN : obligations convertibles en actions et/ou remboursables en numéraire) dont la clause de conversion en actions nouvelles est activée, ce qui donne lieu à une dilution progressive du capital et à un repli du cours de bourse de la société,. Dans le courant de l'année 2023, le cours de GECI International tombe à 0,0001 euro par action : la société procède alors à un regroupement d'actions à raison d'une action pour 10 000 détenues, de manière à redonner au titre une valeur cible de 1 euro par action en début d'année 2024.

### Résultats et effectifs
GECI International clôt ses comptes annuels au 31 mars de chaque année.
| Années                        | 2015-16 | 2016-17   | 2017-18   | 2018-19   | 2019-20   | 2020-21 | 2021-22   | 2022-23 |
| ----------------------------- | ------- | --------- | --------- | --------- | --------- | ------- | --------- | ------- |
| Chiffre d'affaires            | 15,5 M€ | 24,4 M€   | 27,7 M€   | 29,7 M€   | 25,5 M€   | 16,7 M€ | 18,3 M€   | 20,6 M€ |
| Résultat net (part du groupe) | 12 k€   | −5 750 k€ | −1 940 k€ | −3 035 k€ | −6 449 k€ | 742 k€  | −1 297 k€ | −752 k€ |
| Effectifs                     | 376     | 440       | 492       | 515       | 576       | 392     | 439       | 530     |